# Canthon variabilis
Canthon variabilis är en skalbaggsart som beskrevs av Martinez 1948. Canthon variabilis ingår i släktet Canthon och familjen bladhorningar. Inga underarter finns listade.